# Xylomya aterrima
Xylomya aterrima är en tvåvingeart som beskrevs av Johnson 1903. Xylomya aterrima ingår i släktet Xylomya och familjen lövträdsflugor. Inga underarter finns listade i Catalogue of Life.